# Giosuè Rizzi

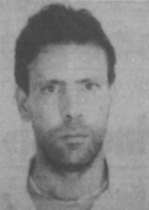
Giosuè Rizzi

Giosuè Rizzi (Foggia, 9 giugno 1952 – Foggia, 10 gennaio 2012) è stato un mafioso italiano, boss del cartello mafioso Società Foggiana, soprannominato Il papa di Foggia.

## Prime azioni criminali
Ufficialmente di professione saldatore, a 20 anni, il 14 aprile 1972, a bordo di una Fiat 125, si rende protagonista, assieme a Vincenzo Parisi, di una sparatoria nella centralissima piazza Giordano, nel tentativo di uccidere, a colpi di mitra e fucile a canne mozze, Alfonso Campagna, soggetto appartenente al clan rivale "a' Guast", che rimane ferito gravemente. Cinque passanti (una donna, i suoi 3 figli e un altro bambino), rimangono feriti lievemente. Al processo tenutosi nel 1974, Rizzi adduce come motivazione dell'azione la necessità di difendere i suoi fratelli Alfredo e Claudio dalle gravi minacce proferite da Campagna. Viene però condannato a 7 anni. Nel luglio 1983 è arrestato nuovamente per aver compiuto una rapina in un circolo ricreativo privato di Bari.

## Rapporti con le altre mafie
Giosuè Rizzi avrebbe prestato giuramento di camorra alla fine degli anni '70 davanti a Raffaele Cutolo, capo della Nuova Camorra Organizzata, durante il famoso summit tenutosi all'Hotel Florio di Foggia durante il periodo in cui Cutolo era evaso dal carcere di Ascoli Piceno. Fino al 1981 la Nuova Camorra Pugliese, pur agendo autonomamente, è sotto il controllo della Camorra campana, alla quale versa il 40-50% dei profitti illeciti. Nel 1983 l'omicidio a Foggia di Giuseppe Sciorio, considerato il luogotenente di Cutolo in Capitanata, e il progressivo declino dello stesso boss spianano la strada all'autonomia della malavita pugliese. Dagli anni '80 Rizzi è il boss della città di Foggia, ma in grado di controllare anche attività criminali su Bari: "promuove" Savino Parisi a capo della malavita barese e prende sotto la sua ala protettiva Giuseppe Mercante, detto "Pinucc u drogat", considerato uno dei padrini della mala barese. Le cronache lo descrivono come un soggetto di sanguinosa ferocia, ma con un coraggio fuori del normale e una generosità esibita. Sono questi i tratti caratteriali che ne contribuiscono ad accrescere il carisma.

## L'ascesa ai vertici della Società Foggiana
Nel corso del processo svoltosi a Bari nel 1986 e relativo alla costituzione nelle carceri pugliesi di un'organizzazione camorristica legata alla Nuova Camorra Organizzata di Raffaele Cutolo, i pentiti dichiarano di aver saputo sin dal 1980 della esistenza, nella provincia di Foggia, di una famiglia autonoma guidata da Giuseppe Iannelli e Giosuè Rizzi, composta da 200-300 persone, cui si associano presto Rocco Moretti, detto il Porco e Gerardo Agnelli, detto il Professore, ucciso nel giugno '90. L'ascesa di Rizzi ai vertici della criminalità foggiana, supportata dai piccoli gruppi di Rocco Moretti e Mario Francavilla, si realizza a scapito del clan camorristico di Pinuccio Laviano, il quale pretendeva una percentuale sui guadagni illeciti di furti e rapine effettuati in città dallo stesso Moretti e da Vito Lanza. Il clan di Laviano verrà progressivamente annientato dal gruppo di Rizzi.

## La strage del Bacardi

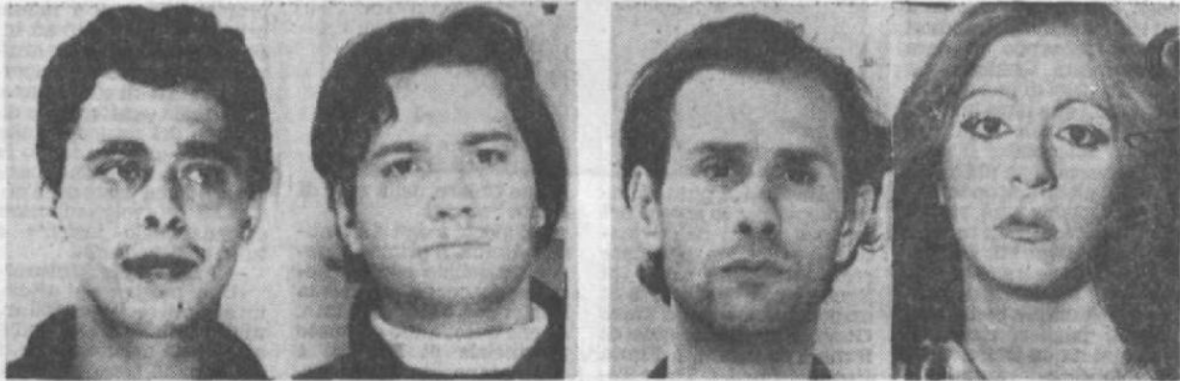
Le 4 vittime della "Strage del Bacardi": da sinistra Pietro Piserchia, Pompeo Rosario Corvino, Giovanni Rollo e Antonietta Cassanelli, fidanzata di Gennaro Manco che sfuggì all'agguato.

È stato il più grave fatto di sangue mai avvenuto nella città di Foggia. La notte del 1º maggio 1986 ad un tavolo del circolo Bacardi, locale in piazza Mercato, siedono 6 persone. Intorno alle tre della notte, tre killer a volto coperto ed armati di pistole fanno irruzione uccidendo i foggiani Giovanni Rollo, Pietro Piserchia e Pompeo Rosario Corvino e la terlizzese Antonietta Cassanelli, compagna di Gennaro Manco che rimane ferito. I tre uomini uccisi e Gennaro Manco (ammazzato nel '90 a San Ferdinando di Puglia da killer mai identificati) sono soggetti vicini al clan capeggiato da Pinuccio Laviano, entrato in contrasto con quello di Giosuè Rizzi. Quest'ultimo è stato scarcerato pochi mesi prima della strage, dopo aver scontato una lunga condanna. Le indagini degli inquirenti puntano immediatamente sulla rivalità tra i clan Rizzi-Agnelli e Laviano per il controllo dei traffici di droga. Secondo le rivelazioni dei pentiti Pinuccio Laviano si era alleato con Gennaro Manco, netturbino di San Ferdinando di Puglia. Quest'ultimo, noto per girare su auto di grossa cilindrata nonostante il modesto profilo lavorativo, risultava controllare lo spaccio nella sua zona di residenza e tramite l'accordo con Laviano avrebbe iniziato a spacciare eroina sulla piazza di Foggia, scontrandosi con il diniego di Giosuè Rizzi. A quel punto, il clan Laviano doveva subire una lezione in modo clamoroso e violento, in modo che fosse chiaro a tutti chi comandasse sulla città. La strage del Bacardi è uno spartiacque che determina in modo definitivo l'affermazione del clan Rizzi-Moretti. Negli anni successivi infatti il gruppo Laviano verrà progressivamente sterminato: in tre anni si conteranno una decina tra omicidi e lupare bianche, compreso quello del boss Pinuccio, scomparso nel gennaio '89 dopo essere sfuggito a tre agguati negli anni precedenti e del suo fratello maggiore Nicola Laviano. Giosuè Rizzi si dichiarerà sempre estraneo alla strage anche dopo la condanna.

## Arresti e detenzione
Giosuè Rizzi fu arrestato all'indomani della strage del Bacardi, ma negò la sua presenza nel locale dichiarando di aver trascorso la notte in compagnia di una donna, Anna Russo. Quest'ultima fu arrestata per aver confermato l'alibi, considerato falso, condannata ad 8 mesi per falsa testimonianza e uccisa nel '93. Rizzi fu scarcerato dopo sette mesi, nel dicembre 1986, per insufficienza d’indizi. Riarrestato nel 1988 per estorsione nei confronti del titolare della discoteca Metropoli (reato da cui fu poi assolto per insufficienza di prove), ricevette durante la detenzione, nel settembre 1988, un nuovo mandato d'arresto per la strage del Bacardi. All'ultimo processo per la strage fu condannato a 29 anni di carcere. A questa condanna si aggiunsero 7 anni e 6 mesi per mafia nel processo "Panunzio" che sancì per la prima volta la mafiosità della criminalità foggiana, individuando in Rizzi il capo assoluto della mafia foggiana negli anni '80, 4 anni e 6 mesi nel processo Day-Before. Condannato a soli 30 anni per cumulo pene (quadruplice omicidio, mafia, armi, estorsione), Rizzi rimase in cella ininterrottamente dal 17 febbraio 1988 al 15 maggio 2009. Ottenne uno sconto di pena di 8 anni per buona condotta e , addirittura, l'indulto. Uscito dal carcere di Spoleto, fu sottoposto alla detenzione domiciliare a Foggia per motivi di salute per scontare l’ultimo anno. Il 14 novembre del 2009 fu nuovamente arrestato perché lasciò l'abitazione dove stava scontando la detenzione domiciliare per motivi di salute per fare un giro in macchina con un conoscente. Incappò in un controllo della polizia e finì nuovamente in carcere a Sulmona. Tornò quindi libero dopo soli 22 anni e 9 mesi trascorsi in carcere e in minima parte agli arresti domiciliari.

## Il processo per la strage del Bacardi
Ci vollero ben 5 processi per mettere fine alla storia giudiziaria della strage del Bacardi, che fu poi derubricata in omicidio plurimo. Il 7 maggio 1994 la Corte d'assise d'appello di Bari, presieduta da Vito Malcangi giudicò colpevoli di omicidio plurimo Giosué Rizzi, Marino Ciccone (condannati entrambi a 29 anni di reclusione), Matteo Monteseno (28 anni di reclusione) e Francesco Favia, ex carabiniere di Bari (27 anni di reclusione), precedentemente condannati all'ergastolo. Furono assolti per non aver commesso il fatto Rocco Moretti, Nicolino Delli Muti, Luigi Cipullo.
Secondo le dichiarazioni del pentito Salvatore Annacondia, dopo il processo di primo grado conclusosi con una sfilza di ergastoli per Rizzi e gli altri imputati, vi fu un tentativo di corruzione dei giudici della Corte d'Assise di Bari, da parte della criminalità organizzata. L'accordo prevedeva che Monteseno, Ciccone e Favia si attribuissero la piena responsabilità della strage, scagionando Giosuè Rizzi, che Annacondia riteneva comunque estraneo al fatto, ed un compenso di 150 milioni per i giudici di Bari. Elio Simonetti, presidente della Corte d'Assise, fu tirato in ballo al riguardo da Annacondia. Sospeso dalle funzioni e dallo stipendio, indagato e rinviato a giudizio, fu assolto dall'accusa di corruzione in atti giudiziari tre anni dopo dal Tribunale di Potenza.

## La morte
Rizzi tornò libero il 16 novembre del 2010. Gli era stata applicata la libertà vigilata con obbligo di rincasare entro le 18. Viveva in piazza Mercato, la stessa della strage del Bacardi. Dipingeva quadri, dopo aver conseguito il diploma di liceo artistico in carcere. Nel contempo, aveva chiamato al suo fianco i suoi fedelissimi, a cui aveva chiesto di gestire in autonomia il racket delle estorsioni. Tra il 2010 e la sua morte, Rizzi si rese comunque protagonista di diversi episodi estorsivi in danno di esercizi commerciali, non esitando ad agire in prima persona in caso di reticenza da parte delle vittime.
La mattina del 10 gennaio 2012, sette proiettili lo colpirono a morte davanti ad un semaforo di via Napoli, a Foggia, mentre si trovava in una Ford Fiesta con un amico che rimase ferito. Secondo l’allora capo della squadra mobile, dietro i suoi quadri si nascondeva la voglia di tornare in pista: “L’omicidio è maturato nel mondo della criminalità organizzata  - disse Alfredo Fabbrocini alla Gazzetta nel 2013 - , il contesto riteniamo sia legato all'ingombrante presenza di un boss ritornato sulla scena dopo tantissimi anni di carcere". Secondo le dichiarazioni del boss barese pentito Mimmo Milella, l'omicidio di Rizzi sarebbe stato ordinato da Rocco Moretti, che non avrebbe tollerato l'avvicinamento di Rizzi al clan nemico dei Sinesi, tuttavia a tali dichiarazioni non fecero seguito formali indagini note.
La vita di Giosuè Rizzi è narrata nel libro Giudizio e pregiudizio, scritto da Angelo Cavallo a 4 mani con lo stesso Rizzi.